# Slussens blomsterkiosk

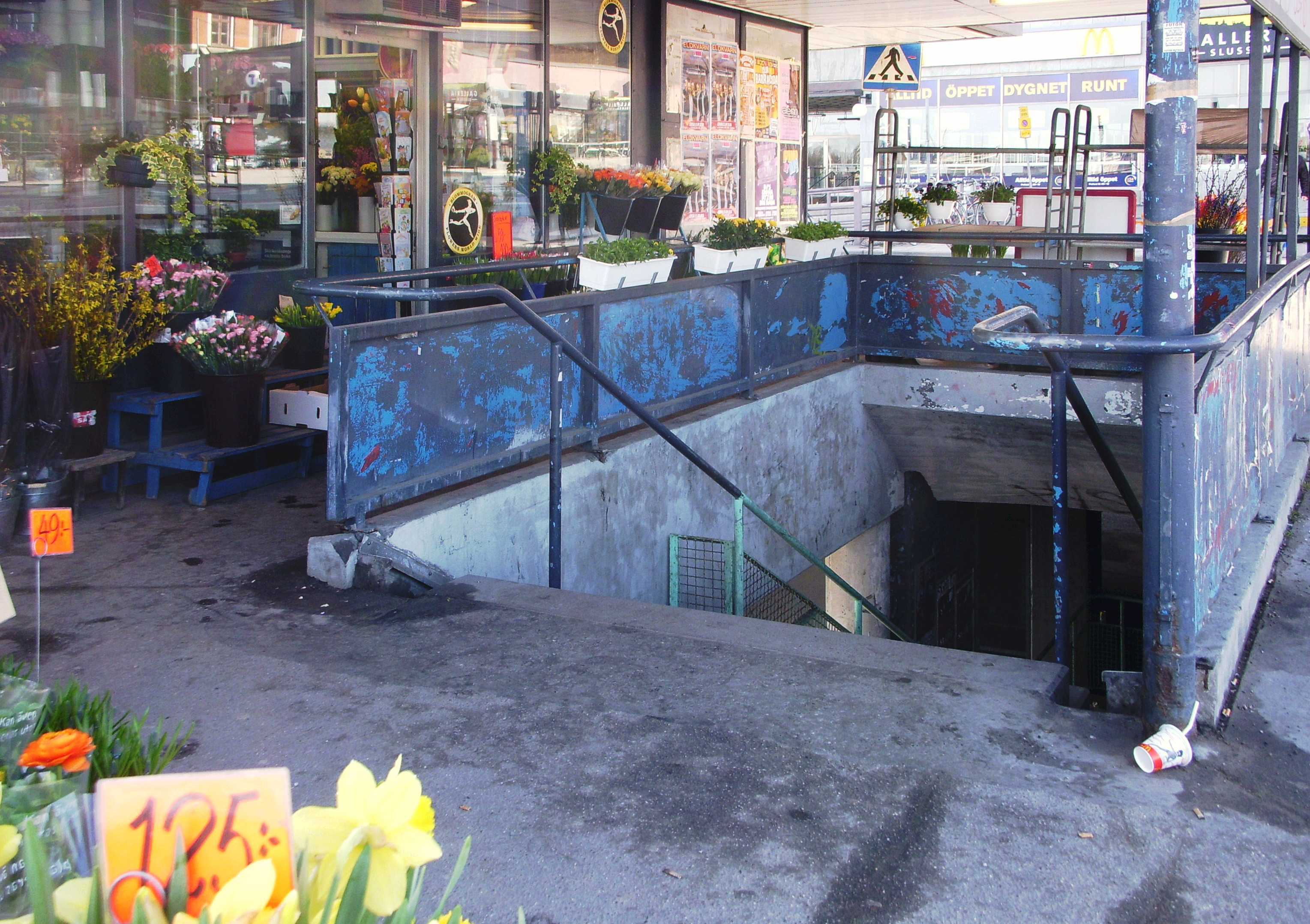
Slussens blomsterkiosk och trappan ner till Saltsjöbanan, april 2009.

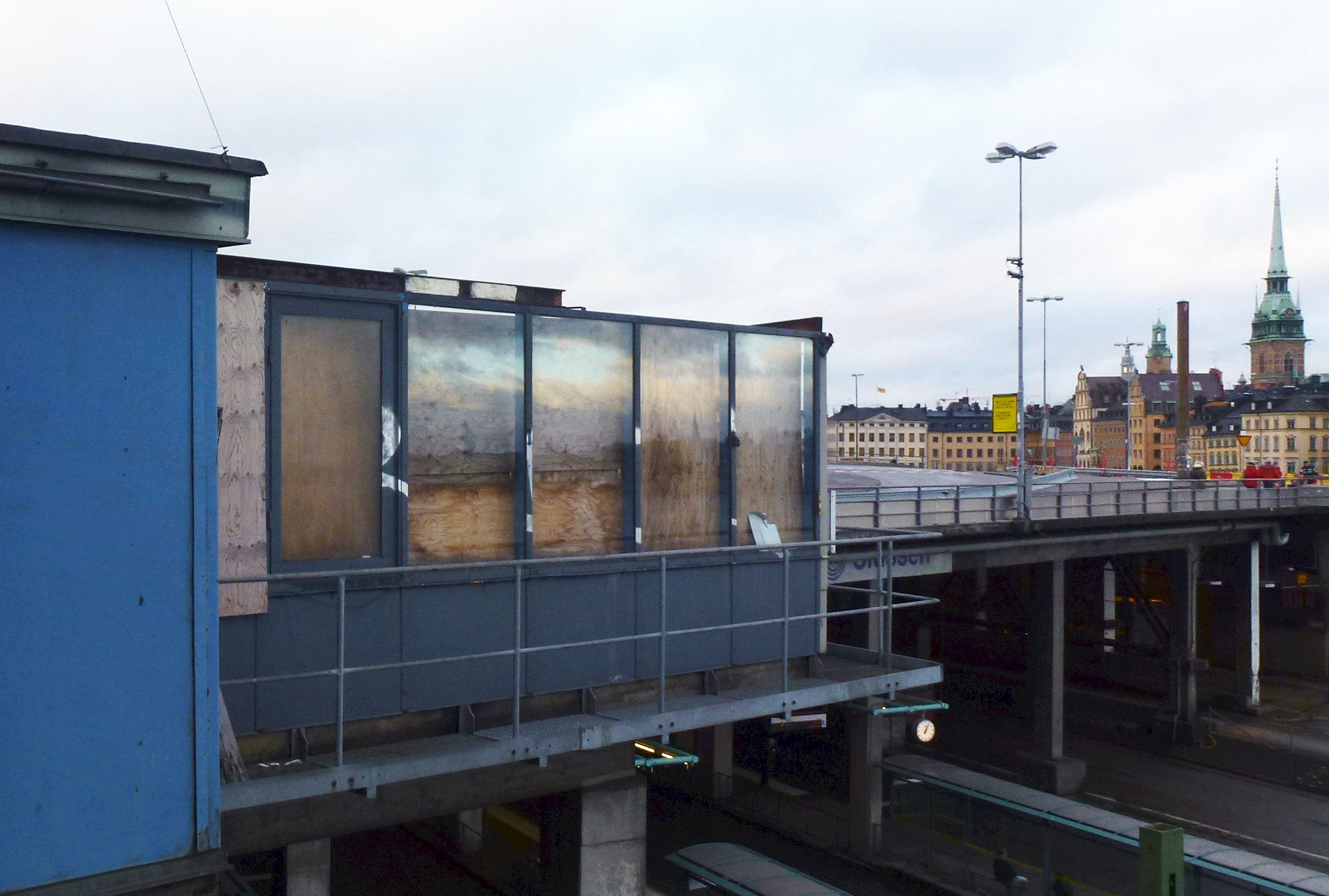
Blomsterkiosken, december 2014.

Slussens blomsterkiosk var en byggnad vid Katarinahissens fot på den tidigare trafikplatsen Slussen på Södermalm i Stockholm. Kiosken byggdes 1936–1937 efter ritningar av arkitekt Olof Thunström och revs på hösten 2014.

## Beskrivning
Kioskbyggnaden vilade på pelare över Saltsjöbanans station Slussen och  uppfördes i samband med bygget av nya Katarinahissen. Byggnaden gestaltades  liksom Katarinahissen av Kooperativa förbundets arkitektkontor. För kioskens utformning ansvarade arkitekt Olof Thunström. Han ritade en funktionalistisk enplansbyggnad i stål och glas vars södra sida var hopbyggd med Katarinahissens entré. Mot väst sträckte sig kioskens tak över trappan ner till Saltsjöbanans station. År 1949 byggdes kiosken till med bland annat omklädningsrum för hisskonduktörer och 1978 följde en  inre och yttre ombyggnad.

## Rivning
På hösten 2014 revs blomsterkiosken i samband med ombyggnaden av Slussen. På platsen planeras en ny byggnad[när?] som bland annat skall innehålla rulltrappor ner till  de nedre nivåerna och som ska bli lätt och enkel till utförandet, i samma anda som den tidigare byggnaden.